# Ordem do Mérito Real
A Ordem do Mérito Real é uma condecoração norueguesa. Foi criada pelo rei Haakon VII em 1908 para gratificar façanhas meritórias nos campos da arte, da ciência, do comércio e do serviço público. Está dividida em duas classes: ouro e prata.
A medalha de ouro é entregue para pessoas com extraordinários feitos de importância à nação e à sociedade e a medalha de prata, para feitos de menor importância. A medalha é suspensa por uma faixa em cores do Real Estandarte da Noruega.